# Renaud (opera)
Renaud är en opera (lyrisk tragedi) i tre akter med musik av Johann Christian Friedrich Haeffner. Den bygger på Torquato Tassos Det befriade Jerusalem (1581), texten bearbetad av Jean-Joseph Lebœuf da Simon-Joseph Pellegrin. Den översattes till svenska av Nils Birger Sparrschöld. Operan uruppförd 29 januari 1801 på Gustavianska operahuset. Den framfördes totalt 11 gånger mellan 1801 och 1802. Koreografin till baletten gjordes av Federico Nadi Terrade.

## Roller
| Roller     | Stämma | Premiärbesättning den 29 januari 1801 (Dirigent: Johann Christian Friedrich Haeffner) |
| ---------- | ------ | ------------------------------------------------------------------------------------- |
| Renaud     |        | Christopher Christian Karsten                                                         |
| Armide     |        | Elisabeth Haeffner                                                                    |
| Hidraot    |        | Carl Johan Savenius                                                                   |
| Adrast     |        | G. Åman                                                                               |
| Tissaphern |        | Johan Fredrik Bong                                                                    |
| Melisse    |        | Jeanette Wässelius                                                                    |
| Doris      |        | U. Wennerholm                                                                         |
| Iphise     |        | Sofia Frodelius                                                                       |
| Antiope    |        | Maria Franck                                                                          |
| Arcas      |        | E. J. Sundvall                                                                        |